# Thomas Oostendorp

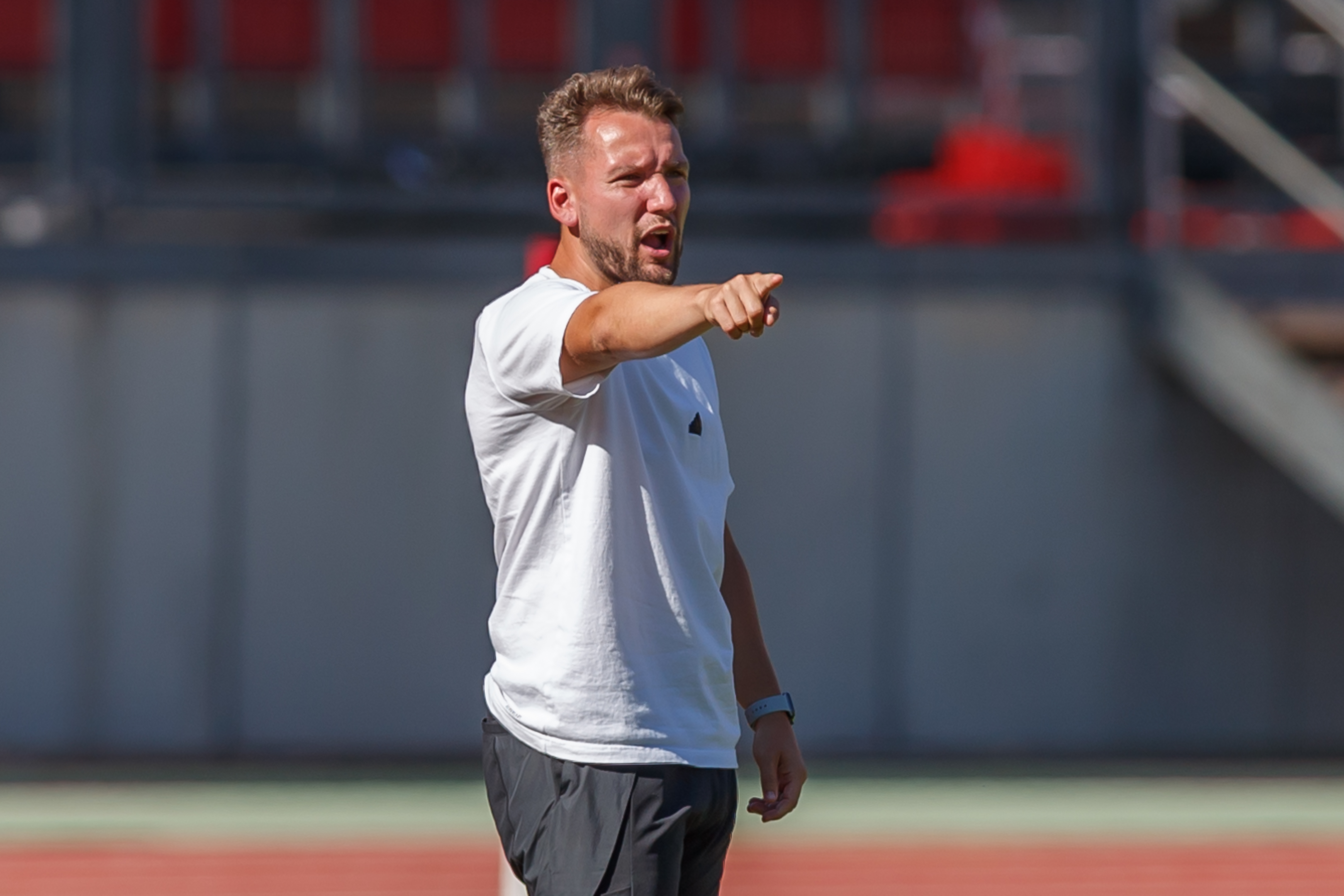

Thomas Oostendorp (* 26. Januar 1993) ist ein niederländischer Fußballtrainer.

## Karriere
Oostendorp schloss 2019 einen Master in Kommunikationswissenschaften ab. Daraufhin lehrte er ein Jahr an der Hogeschool Rotterdam im Bereich Marketing. 2017 begann er seine Trainerlaufbahn in der Jugendabteilung von Excelsior Rotterdam und betreute dort die U14-, U18- und U21-Mannschaften. 2020 wechselte er in den niederländischen Nationalverband KNVB. Zusätzlich hospitierte er in der Jugendabteilung von AZ Alkmaar im U17-Bereich.
Beim KNVB betreute er als Cheftrainer die U16- und U17-Juniorinnen. Darüber hinaus als Co-Trainer die U20-Männer und die U-23-Frauen. 2021 schloss Oostendorp seine UEFA-A+-Lizenz ab. Bei den Olympischen Spielen in Tokio war er für Gegneranalysen zuständig. Im Sommer 2023 wechselte er zur Frauenmannschaft des 1. FC Nürnberg, die nach 23 Jahren in die Frauen-Bundesliga zurückkehrte, und wurde deren Cheftrainer. 2023/24 konnte der Abstieg nicht verhindert werden, es fehlten vier Punkte zum Klassenerhalt. In der darauffolgenden Saison wurde mit 62 Punkten der direkte Wiederaufstieg erreicht. Der Club wurde lediglich des schlechteren Torverhältnisses gegenüber Union Berlin nicht Zweitligameister.

## Erfolge
- Zweiter der 2. Frauen-Bundesliga 2024/25 und Aufstieg in die Bundesliga (Cheftrainer 1. FC Nürnberg Frauen)